# Takuo Aoyagi
Takuo Aoyagi (* 14. Februar 1936 in der Präfektur Niigata; † 18. April 2020 in Tokyo) war ein japanischer Ingenieur und Entwickler des modernen Pulsoximeters. Er arbeitete für die Firma Nihon Kohden, von der das Gerät 1972 zum Patent angemeldet wurde. Sein Kollege Michio Kishi wurde ebenfalls als Erfinder genannt.

## Herkunft
Seine Eltern waren der Mathematiklehrer Monshichi und dessen Ehefrau Tatsu Aoyagi.

## Leben
Nach seiner schulischen Ausbildung ging er auf die Universität Niigata, wo er 1958 seinen Abschluss machte. Anschließend ging er zur Firma Shimadzu, bevor er 1971 zu Nihon Kohden wechselte.
Am Beginn seiner Karriere versuchte er den Blutfluss mit Hilfe von injizierten Farbstoffen zu bestimmen. Der Versuch am Ohr zu messen, war zunächst nicht erfolgreich. Der Pulsschlag verursachte zu viel Rauschen, aber das Verfahren mit Hilfe von zwei Frequenzen erschien  Aoyagi sehr interessant. Der Durchbruch kam, als es ihm gelang das Rauschen des Pulsschlags mathematisch zu modellieren. 1974 wurde das Verfahren zum Patent angemeldet, das Patent wurde 1979 erteilt. Ab 1983 wurde die von ihm entwickelten Pulsoximeter kommerziell vertrieben und kamen in Krankenhäusern in den Einsatz.
Aoyagi hatte sich nach 1975 zunächst aus der Forschung zurückgezogen und kehrte 1985 dorthin zurück, um weitere mögliche Anwendung für das von ihm erfundene Verfahren zu untersuchen.
Im Jahr 1993 erhielt er einen Doktorgrad von der Universität Tokyo, Titel seiner Arbeit war “Non-invasive measurement of light absorption in blood based on pulsatile variation of light transmitted through body tissue.”
2002 erhielt er vom japanischen Kaiser die japanischer Ehrenmedaille und 2015 als erster Japaner überhaupt die IEEE Medaille für Erfindungen im Gesundheitsbereich.
Er hinterließ seine Frau Yoshiko sowie die drei Kinder Yasutoshi, Midori und Kaori.